# Mary Nash
Mary Nash, nata Mary Ryan (Troy, 15 agosto 1884 – Brentwood, 3 dicembre 1976), è stata un'attrice statunitense, attiva a teatro e sul grande schermo. È la sorella dell'attrice e scrittrice Florence Nash.

## Biografia
Rimasta orfana di padre da bambina, Mary e la sorella adottarono il cognome da Phillip F. Nash, impresario teatrale con il quale la madre si era risposata.
Dopo aver studiato presso l'American Academy of Dramatic Arts di New York, nel 1904 fece una breve apparizione come ballerina in The Girl from Kay's all'Herald Square Theater e l'anno dopo si unì alla compagnia di Ethel Barrymore debuttando nel ruolo di Leonora Dunbar in Alice Sit-by-the-Fire, produzione Off-Broadway scritta da J.M. Barrie. Nei due anni successivi continuò a lavorare con l'attrice americana e tra il 1907 e il 1932 apparve in oltre venti produzioni di Broadway, tra cui The Girls of Holland (1907), Major Barbara (1915), Thy Name is Woman (1920-1921), The Two Orphans (1926) e The Devil Passes (1932).
Nel frattempo comparve anche nel corto Tides of Time (1915) e in due lungometraggi, The Unbroken Road (1915) e Arms and the Woman (1916), ma solo a metà degli anni trenta si trasferì stabilmente a Hollywood per iniziare la carriera cinematografica. Tra i film per i quali è maggiormente ricordata ci sono Zoccoletti olandesi (1937) e La piccola principessa (1939) accanto a Shirley Temple, Scandalo a Filadelfia (1940), in cui interpretò la madre di Katharine Hepburn, Il cobra (1944) e Nuvole passeggere (1946), che rimane la sua ultima interpretazione.
Mary Nash morì nel 1976 nella sua casa di Brentwood, in California, all'età di 92 anni.

### Vita personale
Fu sposata dal 1918 per un breve periodo con l'attore francese José Ruben.

## Teatro

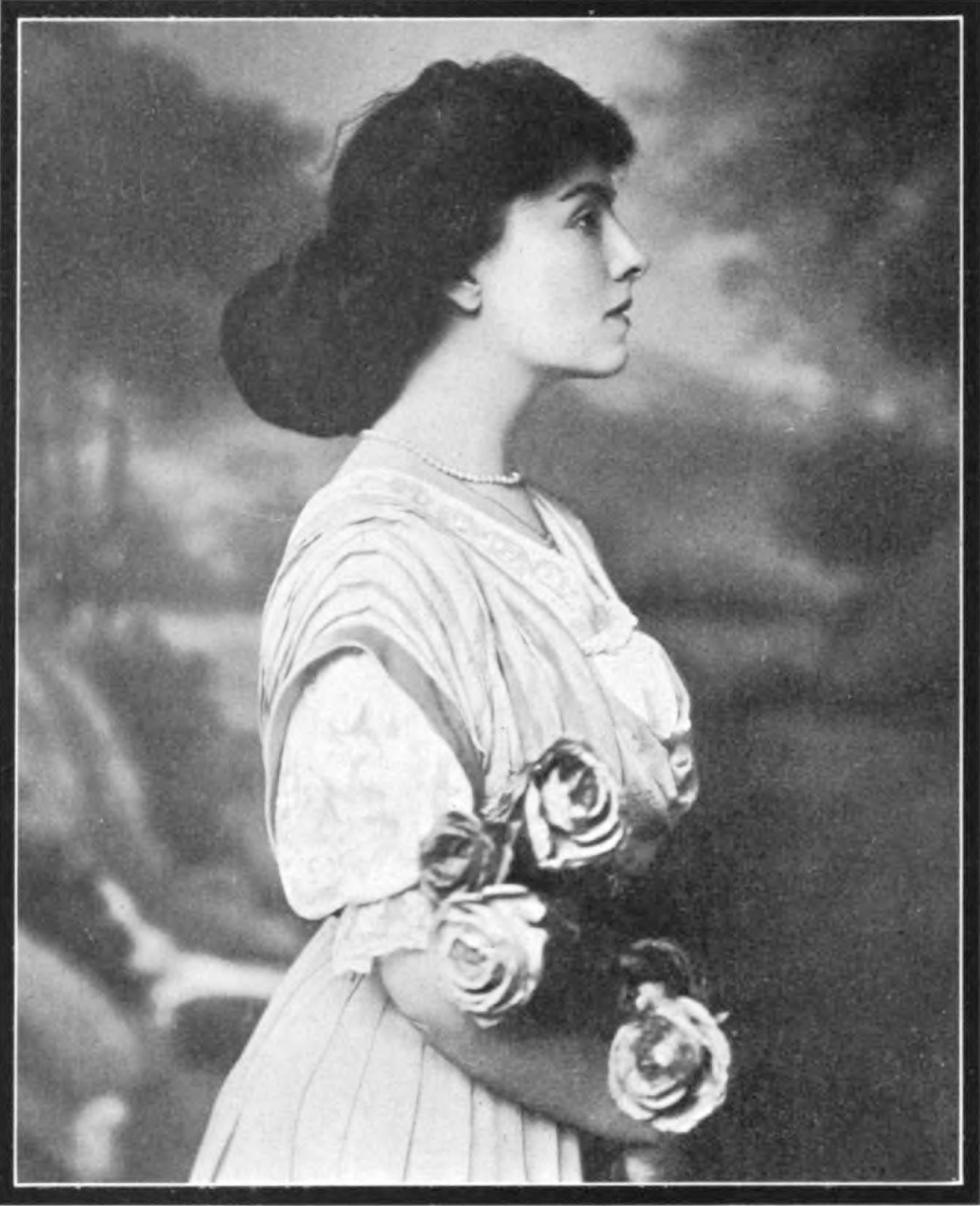
Mary Nash nel 1909.

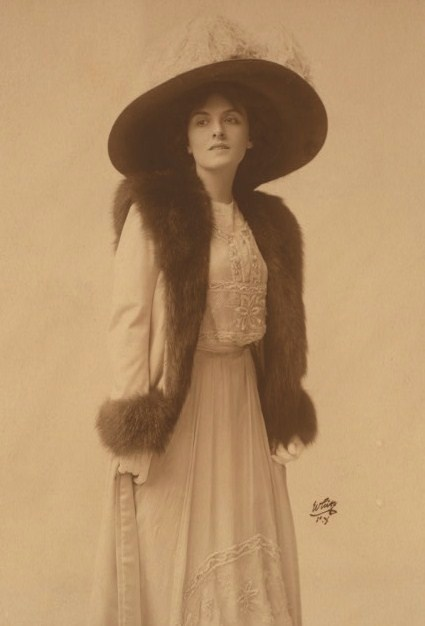
Mary Nash nel 1915.

- Alice Sit-by-the-Fire, di J. M. Barrie (dicembre 1905-marzo 1906)
- Captain Jinks of the Horse Marines, di Clyde Fitch (febbraio-marzo 1907)
- The Silver Box, di John Galsworthy - Mar 18, 1907 (aprile 1907)
- His Excellency the Governor, di Robert Marshall (aprile-maggio 1907)
- Cousin Kate, di Hubert Henry Davies (maggio 1907)
- The Girls of Holland, di Reginald De Koven e Hugh Stanislaus Stange (18-30 novembre 1907)
- The City, di Clyde Fitch (dicembre 1909-giugno 1910)
- The Woman, di William C. deMille (settembre 1911-aprile 1912)
- The Lure, di George Scarborough (agosto-dicembre 1913)
- Secret Strings, di Kate Jordan (dicembre 1914-gennaio 1915)
- The New York Idea, di Langdon Elwyn Mitchell (settembre 1915)
- The Liars, di Henry Arthur Jones (novembre 1915)
- Major Barbara, di George Bernard Shaw (dicembre 1915)
- The Man Who Came Back, di Jules Eckert Goodman (settembre 1916-ottobre 1917)
- I.O.U., di Hector Turnbull e Willard Mack (ottobre 1918)
- The Big Chance, di Grant Morris e Willard Mack (ottobre 1918-febbraio 1919)
- Thy Name is Woman, di Carl Schoner e Benjamin Glazer (novembre 1920-febbraio 1921)
- Captain Applejack, di Walter Hackett (dicembre 1921-giugno 1922)
- The Lady, di Martin Brown (dicembre 1923-febbraio 1924)
- Hassan, di James Elroy Flecker (settembre-ottobre 1924)
- A Lady's Virtue, di Rachel Crothers (novembre 1925-marzo 1926)
- The Two Orphans, di Adolphe d'Ennery e Eugène Cormon (aprile-maggio 1926)
- The Command to Love, di Rudolf Lothar e Fritz Gottwald (settembre 1927-aprile 1928)
- A Strong Man's House, di Lee Wilson Dodd (settembre-ottobre 1929)
- Diana, di Irving Kaye Davis (dicembre 1929)
- A Woman Denied, di Jean Bart (febbraio-marzo 1931)
- The Devil Passes, di Benn W. Levy (gennaio-marzo 1932)

## Filmografia

### Cortometraggi
- Tides of Time, regia di Joseph Levering (1915)

### Lungometraggi

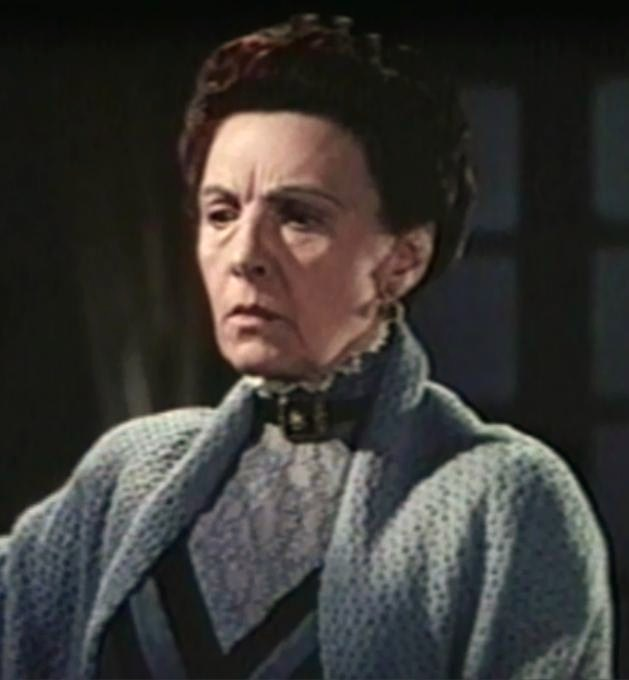
La piccola principessa (1939)

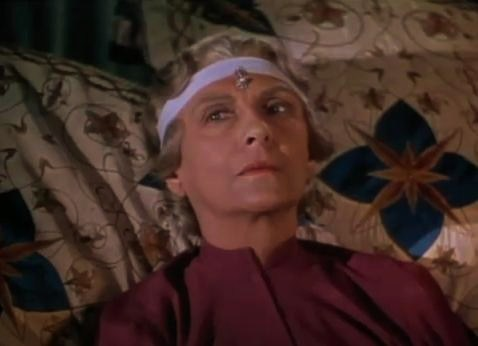
Il cobra (1944)

- The Unbroken Road, regista sconosciuto (1915)
- Arms and the Woman, regia di George Fitzmaurice (1916)
- Uncertain Lady, regia di Karl Freund (1934)
- College Scandal, regia di Elliott Nugent (1935)
- Ambizione (Come and Get It), regia di Howard Hawks, William Wyler, Richard Rosson (1936)
- Il re e la ballerina (The King and the Chorus Girl), regia di Mervyn LeRoy (1937)
- Easy Living, regia di Mitchell Leisen (1937)
- Zoccoletti olandesi (Heidi), regia di Allan Dwan (1937)
- Un mondo che sorge (Wells Fargo), regia di Frank Lloyd (1937)
- La piccola principessa (The Little Princess), regia di Walter Lang (1939)
- La grande pioggia (The Rains Came), regia di Clarence Brown (1939)
- Charlie Chan a Panama (Charlie Chan in Panama), regia di Norman Foster (1940)
- Sailor's Lady, regia di Allan Dwan (1940)
- Gold Rush Maisie, regia di Edwin L. Marin (1940)
- Scandalo a Filadelfia (The Philadelphia Story), regia di George Cukor (1940)
- Gli uomini della città dei ragazzi (Men of Boys Town), regia di Norman Taurog (1941)
- Calling Dr. Gillespie, regia di Harold S. Bucquet (1942)
- La commedia umana (The Human Comedy), regia di Clarence Brown (1943)
- La donna e il mostro (The Lady and the Monster), regia di George Sherman (1944)
- Il cobra (Cobra Woman), regia di Robert Siodmak (1944)
- Nel frattempo, cara (In the Meantime, Darling), regia di Otto Preminger (1944)
- Jolanda e il re della samba (Yolanda and the Thief), regia di Vincente Minnelli (1945)
- Monsieur Beaucaire, regia di George Marshall (1946)
- Una celebre canaglia (Swell Guy), regia di Frank Tuttle (1946)
- Nuvole passeggere (Till the Clouds Roll By), regia di Richard Whorf (1946)

## Doppiatrici italiane
- Velia Cruicchi Galvani in Monsieur Beaucaire
- Isa Bellini in Scandalo a Filadelfia (ridoppiaggio 1980)[7]
- Miranda Bonansea in Nuvole passeggere (1º ridoppiaggio 1997)
- Franca Lumachi in Nuvole passeggere (2º ridoppiaggio 1998)
- Graziella Polesinanti in La piccola principessa (2º ridoppiaggio anni 2000)